# 愛しのヘナ
『愛しのヘナ』（いとしのヘナ、Henna）は、1991年のインドのロマンスドラマ映画。監督はランディール・カプールが務め、リシ・カプール、ゼバ・バフティヤル、アシュウィニー・バーヴが出演している。元々はラージ・カプールが監督として製作を進めていたが、1988年に彼が死去したため彼の遺作と位置付けられており、長男のランディール・カプールが企画を引き継いで製作された。脚本はインド人脚本家のハージャー・アフマド・アッバース、台詞はパキスタン人脚本家のハシーナ・モインがそれぞれ手掛けている。カシミールのシーンはヒマーチャル・プラデーシュ州マナリで撮影されたほか、一部のシーンはパキスタン（マリー、イスラマバード）、スイス、オーストリアでも撮影されている。映画は批評的・興行的な成功を収め、アカデミー国際長編映画賞インド代表作品に選出されたが、ノミネートにはいたらなかった。

## ストーリー
シュリーナガルに暮らすチャンダル・プラカーシュは婚約者チャンドニー・カウル（チャンド）との結婚を間近に控えていた。そんなある日、チャンダルは交通事故に遭遇して川に転落し、カシミールのパキスタン領域に迷い込んでしまう。ジェラムにある川沿いの村で父カーンと3人の兄弟（アシュラフ、ラザク、ザマン）と暮らすヘナはある日、川で意識不明の状態で倒れていたチャンダルを発見する。彼女は医者のグル・ビビに助けを求めてチャンダルを介抱するが、意識を取り戻した彼は記憶喪失状態になっていた。ヘナたちはチャンダルが病床で「チャンド!」と叫んでいたことから、彼を「チャンド」と呼ぶようになり、体力が回復したチャンダルはグル・ビビの仕事を手伝い始める。やがてヘナはチャンダルに恋して結婚を望むようになるが、彼女のと結婚を望んでいたダロガ・シャーバーズ・カーンはチャンダルに嫉妬する。同じころ、インド・パキスタン間の緊張が高まっていたことから、チャンダルはパキスタン警察からスパイの疑いをかけられてしまう。ヘナの意思を受け入れたカーンは結婚の準備を進めるが、結婚式の当日にチャンダルは記憶を取り戻し、そこでヘナたちは「チャンド」がインド人であり、ヒンドゥー教徒であることを知る。カーンたちはチャンダルを無事にインド領域に帰すために奔走するが、ヘナの兄弟の一人がダロガ・シャーバーズ・カーンと共謀して帰路を妨害したため失敗する。一行は再び越境を試みて無事にチャンダルを帰郷させることに成功するが、混乱の中でヘナは命を落としてしまう。ヘナの死を知ったチャンダルは、「何故、我々は戦争しなければいけないんだ」と叫び、物語は幕を閉じる。

## キャスト
- チャンダル・プラカーシュ - リシ・カプール
- ヘナ・カーン - ゼバ・バフティヤル（英語版）
- チャンドニー・カウル（チャンド） - アシュウィニー・バーヴ（英語版）
- デーヴラージ・カウル - クルブーシャン・カルバンダー
- アヌラーダー・カウル - リーマー・ラグー（英語版）
- カーン - サイード・ジャフリー
- グル・ビビ - ファリーダー・ジャラール
- スレンドラ大尉 - モニシュ・バール（英語版）
- アシュラフ - キラン・クマール（英語版）
- イクバル警察長官 - シャーフィ・イナムダール（英語版）
- ラザク - ディリップ・ダワン（英語版）
- ザマン - アルン・ヴェルマ（英語版）
- ナワーブディーン巡査 - アルン・バクシ（英語版）
- ダロガ・シャーバーズ・カーン - ラザー・ムラード

## サウンドトラック
| #   | タイトル                              | 作詞                   | 作曲・編曲 | 歌手                                                                                             |
| --- | ------------------------------------- | ---------------------- | ---------- | ------------------------------------------------------------------------------------------------ |
| 1.  | 「Main Hoon Khushrang Henna (Happy)」 | ラヴィンドラ・ジャイン |            | ラタ・マンゲシュカル                                                                             |
| 2.  | 「Anar Dana」                         | ラヴィンドラ・ジャイン |            | ラタ・マンゲシュカル                                                                             |
| 3.  | 「Der Na Ho Jaye Kahin」              | ラヴィンドラ・ジャイン |            | ラタ・マンゲシュカル、スレーシュ・ワドカール、モハマド・サイード、ファリド・サブリ、サティーシュ |
| 4.  | 「Chitthiye Ni Dard Firaaq Valiye」   | ナクシュ・リャルプリ   |            | ラタ・マンゲシュカル                                                                             |
| 5.  | 「Marhaba Sayyedi」                   | マウラナ・クドゥシ     |            | モハメド・アズィーズ                                                                             |
| 6.  | 「Janewale O Janewale」               | ラヴィンドラ・ジャイン |            | ラタ・マンゲシュカル、スレーシュ・ワドカール                                                     |
| 7.  | 「Bedardi Tere Pyar Ne」              | ラヴィンドラ・ジャイン |            | ラタ・マンゲシュカル                                                                             |
| 8.  | 「Vash Malle」                        | ラヴィンドラ・ジャイン |            | モハメド・アズィーズ                                                                             |
| 9.  | 「Main Hoon Khushrang Henna (Sad)」   | ラヴィンドラ・ジャイン |            | ラタ・マンゲシュカル、モハメド・アズィーズ                                                       |
| 10. | 「Main Der Karta Nahin」              | ラヴィンドラ・ジャイン |            | ラタ・マンゲシュカル、スレーシュ・ワドカール                                                     |

## 受賞・ノミネート
| 映画賞                 | 部門       | 対象                                               | 結果       | 出典                          |
| ---------------------- | ---------- | -------------------------------------------------- | ---------- | ----------------------------- |
| 第37回フィルムフェア賞 | 作品賞     | 『愛しのヘナ』                                     | ノミネート | [ 3 ] [ 4 ] [ 5 ] [ 6 ] [ 7 ] |
| 第37回フィルムフェア賞 | 監督賞     | ランディール・カプール                             | ノミネート | [ 3 ] [ 4 ] [ 5 ] [ 6 ] [ 7 ] |
| 第37回フィルムフェア賞 | 主演女優賞 | ゼバ・バフティヤル                                 | ノミネート | [ 3 ] [ 4 ] [ 5 ] [ 6 ] [ 7 ] |
| 第37回フィルムフェア賞 | 助演女優賞 | ファリーダー・ジャラール                           | 受賞       | [ 3 ] [ 4 ] [ 5 ] [ 6 ] [ 7 ] |
| 第37回フィルムフェア賞 | 助演男優賞 | サイード・ジャフリー                               | ノミネート | [ 3 ] [ 4 ] [ 5 ] [ 6 ] [ 7 ] |
| 第37回フィルムフェア賞 | 新人女優賞 | ゼバ・バフティヤル                                 | ノミネート | [ 3 ] [ 4 ] [ 5 ] [ 6 ] [ 7 ] |
| 第37回フィルムフェア賞 | 撮影賞     | ラドゥ・カルマカール                               | 受賞       | [ 3 ] [ 4 ] [ 5 ] [ 6 ] [ 7 ] |
| 第37回フィルムフェア賞 | 作詞家賞   | - ラヴィンドラ・ジャイン - 「Main Hoon Khushrang」 | ノミネート | [ 3 ] [ 4 ] [ 5 ] [ 6 ] [ 7 ] |